# Yana Yazova
Liouba Todorova Gancheva, également connue sous le pseudonyme de Yana Yazova (en bulgare : Яна Язова), née en 1912 et décédée en 1974, était une écrivaine et intellectuelle bulgare.

## Biographie
Yana Yazova est née en 1912 à Lom, en Bulgarie, pendant les Guerres Balkaniques. Son père, Todor Ganchev, est docteur en philosophie, diplômé à Zurich, en Suisse. Sa mère, Radka Beshiktashlieva, est la fille d'un marchand bien connu de Tsargrad. Sa mère est enseignante et son père est inspecteur scolaire.
La famille s'installe d'abord à Vidin, puis à Plovdiv, avant de rejoindre Sofia en 1930. Dans la capitale, Yana Yazova obtient son diplôme du Premier Lycée de Jeunes Filles la même année. Elle débute ensuite ses études de philologie slave à l'Université Saint-Clément-d'Ohrid de Sofia en 1935, avant de partir étudier la philologie française à la Sorbonne, à Paris,.
Le destin de Yana Yazova change lorsqu'entre dans sa vie le professeur Alexander Balabanov, de 33 ans son ainé, qui devient à la fois son mentor et son amant. C’est grâce à lui que son premier recueil de poésie est publié en 1931, alors qu'elle n'a que 19 ans,. L’année suivante, elle rejoint le Club des écrivains bulgares aux côtés de figures littéraires telles qu’Evgenia Mars, Fani Popova-Mutafova et Elisaveta Bagriana.
En 1940, elle publie un drame historique Le Dernier des païens, et un roman d'aventure, Le Capitaine qui est premier roman bulgare sur le trafic de drogue. Ces derniers sont très bien reçus par la critique. Pendant la Seconde Guerre mondiale, elle coédite également, avec Alexander Balabanov, la revue pour la jeunesse Blok.
Malgré sa relation tumultueuse avec Alexander Balabanov entrainant plusieurs scandales publics à l'époque, Yazova épouse l'ingénieur Hristo Yordanov en 1943. Il décède en 1959.
Yana Yazova a parcouru l'Europe et le Proche-Orient, écrivant sur ses voyages. Cependant, en 1944, avec l'arrivée des communistes au pouvoir en Bulgarie, elle se voit interdite de voyager et de publier. En effet, elle fut forcée d'écrire des poèmes pro-communistes et de rejoindre le mouvement du réalisme socialiste, ce qu'elle refusa fermement. En conséquence, elle fut marginalisée dans le milieu littéraire et cessa de publier ses œuvres pour préserver son intégrité artistique et son indépendance intellectuelle. Elle se vit alors contrainte de vendre les objets acquis lors de ses voyages pour subvenir à ses besoins.
Dans les années 1940, alors qu'elle est isolée de la société bulgare, Yana Yazova entame l'écriture de la Trilogie des Balkans, comprenant les trois romans Levski, Benkovski et Shipka. Cette œuvre monumentale, considérée comme son projet le plus ambitieux, nécessite plusieurs années de recherches approfondies dans des bibliothèques, archives et monastères pour recueillir les informations nécessaires à la construction de ce roman historique. Bien qu'elle ne soit pas le premier roman historique de Bulgarie, cette trilogie joue un rôle majeur dans l'exploration et l'interprétation des identités complexes des peuples des Balkans. Par ce biais, Yazova cherchait à insuffler un sentiment d'appartenance nationale et à éveiller une conscience historique chez les Bulgares. Cependant, cette ambition patriotique entrait en conflit avec les idéaux du régime communiste, qui interdit la publication de son œuvre. Ce n'est que dans les années 1980, plusieurs années après sa mort, que la Trilogie des Balkans fut enfin publiée, permettant à son travail d’être redécouvert et reconnu comme une contribution majeure à la littérature bulgare.
En juillet 1974, à seulement 62 ans, Yana Yazova est retrouvée assassinée dans son appartement à Sofia dans des circonstances mystérieuses. Son corps, découvert en état avancé de décomposition, soulève de nombreuses interrogations. Des documents importants liés à son dossier d'État manquent à l'appel, et une grande partie de ses manuscrits et de ses écrits personnels disparaît également, tandis que le reste est dispersé lors d'enchères. Elle est enterrée le 9 août au cimetière central de Sofia.
Certains, comme l'écrivain et historien littéraire Petar Velichkov, ont avancé l'hypothèse qu'elle aurait été assassinée par des agents des services secrets de la Sécurité d'État bulgare (Държавна сигурност ou ДС) qui l'aurait étranglé avec la ceinture de sa robe de chambre et laissé délibérément en décomposition afin d'effacer toute trace du meurtre, en raison de son opposition idéologique et de son refus de se conformer aux exigences du régime communiste. Cependant, cette théorie n’a jamais été prouvée, et l’affaire demeure non résolue, son acte de décès indiquant simplement "crise cardiaque".
La fin tragique de Yana Yazova a contribué à alimenter la fascination autour de sa vie et de son œuvre, en particulier son engagement envers la culture bulgare et son rejet des dogmes imposés par le pouvoir. Ses œuvres, censurées de son vivant, n'ont été publiées qu'après sa mort, dans les années 1980, après plus de 40 ans de censure. Parmi celles-ci figurent son roman anticommuniste La Baie Salée (en bulgare : Cоленият залив), ainsi que la nouvelle historique Alexandre le Grand (en bulgare : Александър Велики).
Yana Yazova a été effacée du monde littéraire sous l'ère communiste, mais suscite un regain d'intérêt depuis une trentaine d'années. Bien que non étudiée dans les programmes scolaires officiels bulgares, elle est désormais reconnue comme l'une des figures littéraires bulgares les plus importantes au XXe siècle.
Ses poèmes ont été traduits en espéranto, en tchèque, en serbe et en ukrainien, ce qui témoigne de l'impact de son travail au-delà des frontières bulgares.

## Ouvrages
- 1931 : Yazove
- 1934 : Revolt
- 1935 : Crosses
- 1936 : Ana Dyulgerova
- 1940 : The Captain
- 1987-1989 : trilogie Balkans
  - 1987 : Levski
  - 1988 : Benkovski
  - 1989 : Shipka
- 2002 : Alexander of Macedon
- 2003 : Salt Gulf